# 豪尔赫·桑切斯
豪尔赫·桑切斯（西班牙語：Jorge Sánchez，1997年12月10日—），墨西哥男子足球运动员，司职后卫。他曾代表墨西哥国奥队参加2020年夏季奥林匹克运动会足球比赛，获得一枚铜牌。。現効力藍十字。